# Cerura trigonostigma
Cerura trigonostigma är en fjärilsart som beskrevs av Dyar 1925. Cerura trigonostigma ingår i släktet Cerura och familjen tandspinnare. Inga underarter finns listade i Catalogue of Life.